# نادي الهلال السعودي موسم 2020–21
موسم نادي الهلال السعودي لكرة القدم 2020–21 يعتبر الموسم الثالث والستين في مسيرة نادي الهلال السعودي منذ تأسيسه عام 1957 والموسم الخامس والأربعين له في الدوري السعودي للمحترفين لكرة القدم تحت مسمى دوري كأس الأمير محمد بن سلمان للمحترفينن، برئاسة الأستاذ فهد بن نافل المنتخب رئيس مجلس إدارة نادي الهلال بداية الموسم الماضي، تحت قيادة المدير الفني لفريق نادي الهلال الأول لكرة القدم الروماني رازفان لوشيسكو للعام الثاني بعد النسخة الدوري السابقة التي حققهما في فترة جائحة كورونا وسط ظروف صعبة يمر بها العالم اجمع على جميع الأصعدة وهذه الظروف أيضا انعكست على النشاط الرياضي ومع كل ما تبع هذه الجائحة من ظروف وعقبات واجهت جميع الأندية سواء كانت هذه الظروف تتعلق بالإصابة بالفايروس بين أعضاء الفريق وطول فترة الحجر التعافي والعودة للجاهزية التامة، تتعلق بضعف الاستعداد حيث ان الفترة الزمنية الفاصلة بين الموسمين الحالي والسابق كانت محدودة جدا نظرا لتوقف النشاط الرياضي لفترة قاربت الثلاثة أشهر، عليه بدء الجهاز الفني بقيادة رازفان بشكل تدريجي تطبيق التدريبات الاعتيادية من مساء يوم الأربعاء الموافق 07 أكتوبر 2020 في مقر النادي تأهباً لمنافسات الموسم الرياضي الحالي 2020-21 وتجهيز الفريق لاستكمال منافسات كأس خادم الحرمين الشريفين التي لم تستكمل الموسم الفائت بعد إيقاف المنافسة الرياضية بسبب جائحة كورونا كوفيد-19، حيث قسم الجهاز الفني بالتنسيق مع الجهاز الطبي أعضاء الفريق إلى أربع مجموعات، تطبيقاً للإجراءات الاحترازية والوقائية والفحوص الشاملة، لم يشهد الموسم الحالي عديد من الصفقات خلال فترة الانتقالات الصيفية والشتوية وتم الاكتفاء بالتعاقد مع اللاعبين الحارس الشاب حبيب الوطيان، ولاعب الوسط الشاب فواز الطريس كلاعبين محليين، بالإضافة إلى اللاعب الأرجنتيني لوسيانو فييتو كلاعب أجنبي بدلا عن البرازيلي كارلوس ادواردو، كلاعب أجنبي سابع قادما من سبورتينغ لشبونة البرتغالي بعقد يمتد 3 سنوات. ليلتحق اللاعب الأرجنتيني لوسيانو فييتو في تدريبات الفريق الأزرق أوائل شهر نوفمبر 2022 ويكون ضمن خيارات الروماني رازفان لوشيسكو بعد خوض الفريق مباراة دور نصف نهائي كأس الملك أمام أبها ومباراة الفريق ضد نادي ضمك ضمن منافسات الجولة الثالثة في دوري كأس الأمير محمد بن سلمان للمحترفين.
أعلن وزير الرياضة الأمير عبد العزيز بن تركي الفيصل في 06 أكتوبر 2020، مشاركة القطاع الرياضي في تفعيل مبادرة رؤية وزارة الثقافة «عام الخط العربي» لما يمثله الخط العربي من أهمية واتصال وثيق باللغة العربية، وما يمتلكه من تاريخ وجماليات في هندسته وتفاصيله وأشكاله، والتي تبرز مخزوناً ثقافياً إبداعياً يعكس ثراء الثقافة العربية، من خلال تعريب أسماء اللاعبين على قمصان الأندية المشاركة بكتابة الأسماء باللغة العربية بخط الثلث، بينما ستظل الأرقام كما هي على قمصان لاعبي دوري كأس الأمير محمد بن سلمان للمحترفين في الموسم الحالي 2020-2021.
في استمراريه لتدعيم فريق الهلال للشباب تحت 19 عامًا وصفوف الفريق الأول بصف ثاني من اللاعبين من فئة الشباب أعلن نادي الهلال يوم الثلاثاء 13 أكتوبر 2020 عن توقيع عقود احترافية مع 10 لاعبين من فئة الشباب في النادي حيث وقع فهد بن نافل رئيس النادي مع كل من الحارس عبد الله البيشي لمدة عامين، والمدافع بندر حسين وحيشي 3 أعوام، والظهيران الأيسران معاذ فقيهي 3 أعوام ونواف المفرج لمدة عامين، وخماسي خط الوسط عبد الرحمن الدخيل لعامين، وناصر ماجد الهدود، ومحمد حمد القحطاني، ولاعب وسط أيسر سعد الناصر، ولاعب وسط أيمن سطام الروقي لمدة 3 أعوام، والمهاجم فهد الأسمري لمدة 3 أعوام وتم التوقيع في مبنى الأمير عبد الله بن ناصر الإداري بمقر النادي.
أعلنت لجنة المسابقات بالاتحاد السعودي لكرة القدم موعد مباراتي نصف نهائي كأس خادم الحرمين الشريفين للموسم الرياضي 2019-20 وحددت اللجنة يوم الثلاثاء 27 أكتوبر موعدًا لإقامة مباراتي نصف النهائي حيث سيلتقي الهلال وأبها على ملعب الأمير فيصل بن فهد بالرياض عند الساعة، فيما سيلتقي في المباراة الثانية فريقا الأهلي والنصر على ملعب مدينة الملك عبد الله الرياضية بجدة، تأهل فريق الهلال إلى نهائي كأس خادم الحرمين الشريفين لكرة القدم، بعد فوزه على نظيره أبها بهدفين دون مقابل، خلال مواجهتهما اليوم على ملعب الأمير فيصل بن فهد بالعاصمة الرياض، ضمن مباراة نصف نهائي المسابقة.
سجل هدفي اللقاء سالم الدوسري وجيوفينكو وبذلك سيلتقي نادي الهلال في المباراة النهائية بالفريق الفائز من مباراة الأهلي والنصر، في 28 نوفمبر 2020 توج نادي الهلال موسمه التاريخي «2019 - 2020» السابق بالبطولة الأغلى وتحقيق كأس خادم الحرمين الشريفين، وذلك بعد فوزه على نادي النصر في المواجهة التي جمعتهما على نهائي البطولة واحتضنها ملعب الملك فهد الدولي بالرياض برعاية نيابة عن خادم الحرمين الشريفين من قبل صاحب السمو الملكي الأمير فيصل بن بندر بن عبد العزيز أمير منطقة الرياض، وتشريف سمو وزير الرياضة الأمير عبد العزيز بن تركي الفيصل، وتسليم فريق الهلال بالكأس والميداليات الذهبية وجائزة مالية مجزية قدرها 10 ملايين ريال.
أعلن نادي الهلال في 09 ديسمبر 2020 التعاقد مع حمد اليامي، الظهير الأيمن لفريق نادي القادسية، في صفقة انتقال حر، لتدعيم صفوف الزعيم، وينتهي عقد اليامي بنهاية الموسم الحالي، وبعدها سينتقل إلى صفوف نادي الهلال دون العودة لإدارة ناديه ونشر الحساب الرسمي لنادي الهلال، عبر موقع التواصل الاجتماعي «تويتر» خبر التعاقد مع حمد اليامي، الظهير الأيمن لفريق القادسية، بداية من الموسم المقبل، ولمدة 4 أعوام مقبلة.
اعتمد الأمير عبد العزيز بن تركي وزير الرياضة، رئيس اللجنة الأولمبية العربية السعودية، لائحة الكفاءة المالية للأندية الرياضية، التي تهدف إلى تنفيذ المعايير المنظمة لإدارة الأندية، لتطبيق أفضل ممارسات الحوكمة المالية، لضمان استقرارها ونموها وتحقيق الأهداف المأمولة منها.
وتختص اللائحة في مرحلتها الأولى، بأندية دوري كأس محمد بن سلمان للمحترفين (16 ناديا)، وأندية دوري محمد بن سلمان للدرجة الأولى (20 ناديا)، إضافة إلى الأندية المؤهلة ضمن مبادرة الألعاب المختلفة، فيما ستمنح شهادة الكفاءة المالية في المرحلة الأولى لأندية دوري كأس محمد بن سلمان للمحترفين، في حال وفائها بسداد الالتزامات المالية المستحقة حتى 30 أكتوبر 2020، على أن يكون سداد تلك الالتزامات قبل 31 ديسمبر 2020، فيما سيتم إصدار شهادة الكفاءة المالية للأندية المستحقة في السابع من يناير 2021. يذكر أن لجنة الكفاءة المالية تعد لجنة فرعية ضمن إستراتيجية دعم الأندية، وتتكون من ممثلي الإدارات (القانونية، والمالية) في وزارة الرياضة، إضافة إلى ممثلين من الاتحاد السعودي لكرة القدم ورابطة الدوري السعودي للمحترفين، إلى جانب ممثل من فريق عمل إستراتيجية دعم الأندية، وكذلك مراجع مالي خارجي، فيما يمكن الاطلاع على اللائحة من خلال زيارة الموقع الإلكتروني لوزارة الرياضة.
أعلنت لجنة الكفاءة المالية للأندية الرياضية بوزارة الرياضة في اجتماعها الذي عُقد اليوم، القرارات الخاصة باستحقاق شهادة الكفاءة المالية لأندية دوري كأس الأمير محمد بن سلمان للمحترفين، وذلك بعد دراسة كافة المستندات المقدمة من الأندية، والخاصة بالالتزامات المالية مستحقة السداد حتى 30 أكتوبر 2020م، ضمن نشاط كرة القدم والواجب تقديم مستندات الوفاء بها حتى 31 ديسمبر 2020، حيث تضمنت هذه الالتزامات البنود التالية وهي مستحقات اللاعبين، مستحقات لأندية رياضية، مقدمات عقود موظفين ومدربين، رواتب لاعبين وموظفين ومدربين، مكافآت مستحقة، وبناء عليه فقد قررت اللجنة واستنادًا إلى المادة 11 من لائحة الكفاءة المالية للأندية الرياضية، الموافقة على منح شهادة الكفاءة المالية لأحدى عشر نادي منها نادي الهلال السعودي.
تصريح لوتشيسكو التلفزيوني الأخير عقب خسارة الفريق من ضمك في الجولة الثامنة عشرة من دوري كأس الأمير محمد بن سلمان 

ما نتعرض له لم يمر به الهلال منذ فترة طويلة، لكن ما يسبقها يعتبر فترة تاريخية حققنا فيها إنجازات كبيرة وبذلنا مجهودا بدنيا وذهنيا كبيرين. نواجه بعض الصعوبات حاليا وهي فترة تبعت فترة زاهية، من الصعب أن نضع اللوم على اللاعبين، الكل يبذل مجهوداً وأولوياتنا هي معالجة الوضع وسنقاتل في المرحلة المقبلة، لكننا افتقدنا الثقة في بعض الأوقات والجودة في اتخاذ القرارات... كما عانينا من بعض الإصابات أخلت باتزان الهلال.
أعلن مجلس إدارة نادي الهلال السعودي في 15 فبراير 2021 برئاسة فهد بن نافل إنهاء العلاقة التعاقدية بالتراضي مع مدير الجهاز الفني الروماني رازفان لوشيسكو من تدريب الفريق الأول لكرة، وطاقمه المساعد وشكرهم على ما قدموه طوال الفترة عملهم في النادي، وأتت هذه خطوة بعد تراجع مستوى الفريق بشكل كبير بدء من الخروج المبكر من مسابقة كأس خادم الحرمين الشريفين، تراجع النتائجي للفريق من الجولة العاشر بخسارة 16 نقطة من أصل 27 نقطة في الدوري بالإضافة لذلك خسارة كأس السوبر السعودي أمام نادي النصر السعودي، كثرت اصابة اللاعبين من المعيوف، علي آل بليهي، جوفينكو، محمد كنو، وهي أحد تبريرات رزفان لتراجع مستوى الفريق، تعتبر مباراة الهلال وضمك بالجولة الثامنة عشرة من دوري كأس الأمير محمد بن سلمان للمحترفين آخر مباراة تحت قيادة المدير الفني رازفان، يُذكر أنه تولى تدريب الهلال في 30 يونيو 2019، ونجح خلال تلك الفترة والتي امتدت 595 يوما في قيادته للفوز بلقب الدوري السعودي، كأس خادم الحرمين الشريفين وكذلك الحصول على دوري أبطال آسيا.
واتبع مجلس إدارة الهلال قراره بتكليف مدرب فريق الهلال لكرة القدم تحت 19 عاماً، البرازيلي روجيرو ميكالي بتدريب الفريق خلال الفترة المقبلة وذلك بدءاً من مران يوم الإثنين 15 فبراير 2021. واصل فريق الهلال تدريباته عصر أمس الثلاثاء استعدادا لمواجهة ضيفه فريق الاتفاق يوم غد الخميس، إلى ذلك بدأت إدارة نادي الهلال إجراءات استقطاب طاقم فني إضافي لينضم إلى الجهاز الفني الحالي بقيادة المدرب الحالي روجيرو ميكالي ويضم الطاقم مدرب الحراس مسعود إسماعيل.
قررت لجنة المسابقات في رابطة الدوري السعودي للمحترفين، تأجيل مباريات أندية المشاركة في بطولة دوري أبطال آسيا 2021 وهم الهلال والنصر والأهلي والوحدة ضمن الجولة 26 من دوري كأس محمد بن سلمان للمحترفين، المقررة أيام 15-16-17 أبريل 2021، بسبب مشاركتهم في مسابقة دوري أبطال آسيا، وأوضحت لجنة المسابقات، عن إقامة مباريات: النصر والفيصلي، والوحدة والاتفاق حال تأهل الأول من الملحق، يوم الأربعاء 5 مايو، فيما تقام مباراتي التعاون والأهلي، والشباب والهلال، الجمعة 7 من الشهر ذاته، الموافق 23 و25 من رمضان، كما قررت اللجنة، إقامة مباراتي الأهلي والرائد، والاتحاد والهلال في الجولة 25، ومباراة الاتحاد والباطن في الجولة 26 على ملعب مدينة الملك عبد العزيز الرياضية في مكة المكرمة في المواعيد المحددة لها.
أعلن الجهاز الفني للأخضر يوم الاثنين 22 مارس 2021 استبعاد الدولي عبد الله الحمدان من قائمة المعسكر الإعدادي لمواجهة الكويت وفلسطين ضمن التصفيات الآسيوية المشتركة المؤهلة لكأس العالم 2022 وكأس آسيا 2023، وأثبتت المسحة الطبية التي خضع لها الدولي الحمدان لاعب الهلال والمنتخب السعودي الأول لكرة القدم، الاثنين، إصابته بفيروس كورونا المستجد.
في 29 مارس 2021 أعلنت وزارة الرياضة السعودية يوم الإثنين وبناءً على موافقة الجهات المعنية بمتابعة مستجدات فيروس كورونا المستجد (كوفيد-19)، السماح بحضور المشجعين المحصّنين للمباريات الرياضية بنسبة 40 % من السعة الاستيعابية للملاعب، يأتي ذلك اعتباراً تاريخ 05 شوال 1442 هجرية الموافق 17 مايو 2021 ميلادية، لتكون الجولة السابعة والعشرين أول جولة شهدت الحضور الجماهيري وفق البروتوكول الخاص بدخول الجماهير للملاعب والمنشآت الرياضية، والذي تضمن عددا من الإجراءات الاحترازية المهمة كالتباعد ولبس الكمامات، إضافة إلى آلية دخول الجماهير ومنع التجمعات داخل المدرجات أو عند الأبواب الداخلية والخارجية، وغيرها من التعليمات الواجب الالتزام بها، على أن تقوم الجهات المعنية بمتابعة تطبيق ذلك، واتخاذ اللازم في حال تم رصد أي مخالفات.
أعلنت إدارة نادي الهلال السعودي يوم الأحد 02 أبريل 2021 إقالة المدرب البرازيلي روجيرو ميكالي وتعيين البرتغالي خوسيه مورايس بديلاً له حتى نهاية الموسم وجاء قرار إقالة ميكالي بعدما واجه الهلال شبح الخروج من دور المجموعات لدوري أبطال آسيا قبل أن يتأهل إلى الدور التالي كأفضل ثاني بالنظر إلى نتائج المجموعات الأخرى. في خطوة لم تلاقى استحسان جماهير الهلالية نظراً لتبقى خمس جولات فقط على نهاية الدوري في تسائلات عن اسباب هذا التخبط الإداري وعدم الاستقرار الفني للفريق هذا الموسم.
أعلن الهلال السعودي لكرة القدم يوم الأحد 09 مايو 2021 على حسابه الرسمية بموقع اتواصل الاجتماعي «تويتر» تعاقده مع اللاعب المالي موسى ماريغا، مهاجم بورتو البرتغالي، في صفقة انتقال حر ليدعم صفوف الأزرق بداية من الموسم الجديد لمدة 3 سنوات"، كمحترف اجنبي بديلا عن اللاعب السابق السوري عمر خربين.
توّج نادي الهلال في 23 مايو 2021 بلقب دوري كأس الأمير محمد بن سلمان للمحترفين للمرة الثانية على التوالي عقب فوزه على التعاون بهدف نظيف سجله محترف الفريق بافيتمبي غوميز في الجولة التاسعة والعشرين قبل نهاية المسابقة بجولة واحدة حيث رفع رصيده من النقاط للنقطة رقم 58 كحد أدنى للتتويج بالدوري السعودي للمحترفين بذلك يصل للدوري رقم 17 في تاريخه. واحتفلت الهلال السعودي بالفوز بلقب الدوري السعودي للمرة الثانية على التوالي والـ 17 في تاريخه، كأقوى خط دفاع وثاني أقوى خط هجوم، بجانب فوز غوميز بلقب هداف الدوري برصيد 24 هدفاً وبفارق 8 أهداف عن أقرب منافسيه السويدي ستراندبيرج مهاجم نادي أبها، وحسم كل الأرقام قبل جولة من نهاية المسابقة بعد منافسة قوية جداً على تحقيق اللقب بين أندية الهلال والشباب وحضر الاتحاد متأخراً للمنافسة على تحقيق البطولة، واحتفل لاعبو الفريق عقب نهاية مباراة التعاون في الجولة قبل الأخيرة، ارتدى اللاعبون، قمصاناً عليها رقم 62 وهو عدد البطولات التي حققها الفريق في كل المسابقات، وبالرغم من حسم الزعيم بطولة دوري كأس الأمير محمد بن سلمان (الدوري السعودي للمحترفين) للسنة الثانية على التوالي، والصعود لدور 16 من بطولة دوري أبطال آسيا، إلا أنه عانى خلال الموسم من سوء الأداء والنتائج وعدم الاستقرار الفني وتدوير 3 أجهزة فنية في موسم رياضي مليء بالتحديات والصعوبات في ظل جائحة كورونا وتداخل المسابقات، وعدم وقت كافي لإقامة برنامج اعدادي تحضيري قبيل بدء الموسم الرياضي، حيث بدأ الهلال الموسم بالمدرب الروماني لوشيسكو، وقرر رحيله بسبب تذبذب النتائج في النصف الثاني من الدوري، ثم تم تصعيد البرازيلي روجيريو ميكالي والذي أقيل بسبب تراجع النتائج بالرغم من صعوده إلى ثمن نهائي دوري أبطال اسيا، ومن بعده تعيين عبد اللطيف الحسيني في مباراة واحدة، ومن بعده جوزيه مورايس في عقد محدد أنه لنهاية الموسم".
وحسم البرتغالي جوزيه مورايس مدرب الهلال لقب الدوري بعدما تولى تدريب الفريق مطلع شهر مايو خلفاً للبرازيلي ميكالي، عقب نهاية مشاركة الفريق في دوري أبطال آسيا، وتعادل مع الباطن 1-1 قبل اكتساح ضيفه الأهلي 5-1 ثم التعاون 1-0. ويعتبر مورايس مدرب الهلال أول مدرب برتغالي يفوز مع الهلال ببطولة الدوري السعودي للمحترفين منذ انطلاقه، إذ سبق للأزرق أن احتفل برفع البطولة تحت قيادة الروماني كوزمين، والبلجيكي إيريك جيريتس، والأرجنتيني كالديرون، والأرجنتيني رامون دياز، والأرجنتيني خوان براون، والروماني رازفان لوتشيسكو. قدم نادي الهلال برئاسة فهد بن سعد بن نافل” شكره وتقديره للمدرب البرتغالي “خوسيه مورايس” وطاقمه المساعد؛ بعد انتهاء فترة عملهم مع الفريق الأول
بعث البرتغالي جوزيه مورايس، المدير الفني السابق لفريق الهلال، برسالة خاصة ممازحاً جماهير الزعيم، عقب رحيله بشكل رسمي عن الفريق عقب انتهاء الموسم الرياضي 2020-2021 في مقطع فيديو تم تداوله عبر مواقع التواصل الاجتماعي، قال فيه
| نادي الهلال السعودي موسم 2020–21 | هذا الفيديو لجماهير الهلال، أتمنى لكم التوفيق دائماً، وأريد أن أشكركم أيضًا على الوقت الذي قضيناه معاً أتمنى لكم مواصلة تحقيق الألقاب.. وإذا لم تحققوها أتصلوا بي | نادي الهلال السعودي موسم 2020–21 |

مع نهاية الموسم الرياضي أعلن الهلال يوم الثلاثاء 01 يونيو 2021 تعاقده مع المدرب البرتغالي ليوناردو جارديم (45 عاماً) ليكون مدربه الجديد الموسم المقبل بعد عدة تجارب أوروبية أبرزها رحلته المذهلة مع موناكو الفرنسي والتي انتهت ببلوغ الفريق نصف نهائي دوري أبطال أوروبا 2017.وأكد نادي الهلال في بيان رسمي أن المدرب البرتغالي وقع مع الفريق عقداً يمتد لموسم واحد مع إمكانية التجديد لموسم إضافي.وسيشرف جارديم على تدريب الأزرق بمساعدة كل من أنطونيو مانويل كمساعد أول، خوسيه أراغو كمساعد ثان، نيلسون كانديدو مدرب اللياقة، ميغيل ريبيرو محلل أول، وديوغو غييرمي كمحلل ثان، وحقق جارديم خلال مسيرته التدريبية بعض الإنجازات والألقاب، حيث فاز بلقب الدوري اليوناني وكأس اليونان مع أولمبياكوس ولقب الدوري الفرنسي مع موناكو الذي قاده عام 2017 لنصف نهائي دوري أبطال أوروبا.

## هيكل التنظيمي للنادي
اعتمد مجلس إدارة الهلال، برئاسة فهد بن نافل، إستراتيجية النادي والشركة الاستثمارية، بالإضافة إلى مبادرة التحول الرقمي وكشف الهلال في بيان رسمي، عن أن هذه الاستراتيجية، تستهدف تطوير بنى النادي التحتية، بالإضافة إلى زيادة شعبية الزعيم داخليًا وخارجيًا، ورفع جودة الحوكمة، بالإضافة إلى تعزيز المداخيل المالية واستحداث إدارات جديدة متخصصة، منها إدارة استقطاب المواهب، إضافة إلى إعادة صياغة بعض الادارات بما يتناسب مع الهيكل التنظيمي الجديد، نقل إدارة المسؤولية الاجتماعية إلى شركة نادي الهلال الاستثمارية، ويأتي التنظيم الجديد حيثُ تتواجد الجمعية العمومية على قمة الهرم التنظيمي ويأتي خلفها مجلس الإدارة، بينما يأتي الرئيس التنفيذي ومساعده في المقام الثاني بعد الإدارة بلجانه التنفيذية.

### مجلس إدارة النادي والموظفين
| مجلس إدارة النادي | مجلس إدارة النادي                     |
| --- | ------------------------------------- |
| الجمعية العمومية \| \| \| \| رئيس مجلس الإدارة \| فهد بن سعد بن نافل العتيبي \| \| اللجنة التنفيذية \| \| \| لجنة الاستثمار \| \| \| لجنة الترشيحات والمكافأت \| \| \| لجنة المراجعة \| \| \| الرئيس التنفيذي \| عبد الله بن عبدالعزيز إبراهيم الجربوع [28] \| \| مساعد تنفيذي \| \| \| مدير المراجعة الداخلية \| \| \| المدير التنفيذي للمركز الأعلامي والعلاقات العامة \| هشام بن محمد الكثيري \| \| المدير التنفيذي لاستقطاب المواهب \| \| \| مدير التنفيذي للخدمات المشتركة \| نواف أبا الخيل \| \| مدير التنفيذي للألعاب المختلفة \| عبد الإله بن سعد حمد المقرن \| \| مدير التنفيذي لكرة القدم \| فهد بن عبدالله عبدالعزيز المفرج \| \| مدير التنفيذي للمالية \| سليمان بن ناصر جبران الهتلان \| |                                       |
| |                                       |
| رئيس مجلس الإدارة | فهد بن سعد بن نافل العتيبي            |
| اللجنة التنفيذية |                                       |
| لجنة الاستثمار |                                       |
| لجنة الترشيحات والمكافأت |                                       |
| لجنة المراجعة |                                       |
| الرئيس التنفيذي | عبد الله بن عبدالعزيز إبراهيم الجربوع |
| مساعد تنفيذي | السعودية                              |
| مدير المراجعة الداخلية | السعودية                              |
| المدير التنفيذي للمركز الأعلامي والعلاقات العامة | هشام بن محمد الكثيري                  |
| المدير التنفيذي لاستقطاب المواهب | السعودية                              |
| مدير التنفيذي للخدمات المشتركة | نواف أبا الخيل                        |
| مدير التنفيذي للألعاب المختلفة | عبد الإله بن سعد حمد المقرن           |
| مدير التنفيذي لكرة القدم | فهد بن عبدالله عبدالعزيز المفرج       |
| مدير التنفيذي للمالية | سليمان بن ناصر جبران الهتلان          |

## أطقم الفريق

### طقم الفريق بداية الموسم
| الطقم الأساسي | الطقم الثاني | طقم الحارس | طقم الحارس | طقم الحارس |

### طقم الفريق منتصف الموسم
| الطقم الأساسي | الطقم الثاني | الطقم الثالث | طقم حارس مرمى | طقم حارس مرمى | طقم حارس مرمى |  |

### الاستثمار والتسويق
| الملعب                                         | تصميم القميص | شركات رعاية ومعلنة على القميص                                                             | رعايات آخرى                     |
| ---------------------------------------------- | ------------ | ----------------------------------------------------------------------------------------- | ------------------------------- |
| ملعب الملك فهد الدولي، ملعب الأمير فيصل بن فهد | شركة إس تيم  | شركة إعمار القابضة، التعاونية للتأمين، شركة إس تيم، شركة "جاهز" لتوصيل، شماغ سيار، شاورمر | المملكة القابضة، وكالة XELEMENT |

- 1 على صدر القميص. 2 على الجزء الخلفي من القميص. 3 على الأكمام اليمنى من القميص.
- الرعاية الأخرى تشمل رعايات إستراتيجية تقنية تقديم خدمات مقابل إعلان النادي بشكل رسمي استقبال هذه الخدمة.
- وقعت إدارة الهلال في 14 نوفمبر 2020 برئاسة الأستاذ فهد بن نافل عقد رعاية جديد مع سلسلة مطاعم شاورمر وقد تمت مراسم التوقيع في مقر شركة شاورمر في مدينة الرياض بمدة عقد رعاية شاورمر مع نادي الهلال يمتد لعامين حتى عام 2022، سيكون شعار شاورمر في الكتف الأيمن على قميص نادي الهلال للفريق الأول وايضاً الفئات السنية.

## إنتقالات الموسم

### فترة الإنتقالات الصيفية
اعتمدت لجنة الاحتراف بالاتحاد السعودي لكرة القدم وأوضاع اللاعبين تواريخ فتح نظام مطابقة اتنقال اللاعبين من بداية فترة تسجيل اللاعبين الأولى (الصيفية) يوم 15 أغسطس 2020 وتستمر حتى يوم 25 أكتوبر 2020.

#### انتقال إلى الهلال
| تاريخ الإنتقال | المركز | الرقم. | اللاعب        | انتقال من نادي       | تكلفة | ملاحظات                        | المصدر |
| -------------- | ------ | ------ | ------------- | -------------------- | ----- | ------------------------------ | ------ |
| 07 أكتوبر 2020 | CM     |        | ذعار العتيبي  | نادي التعاون         |       | عودة بعد انتهاء فترة الاعارة.  | [ 31 ] |
| 07 أكتوبر 2020 | LM     | 15     | أحمد أشرف     | نادي الفيصلي         |       | عودة بعد انتهاء فترة الاعارة.  | [ 31 ] |
| 14 أكتوبر 2020 | CM     | 26     | فواز الطريس   | نادي الاتفاق السعودي |       | صفقة انتقال لثلاث مواسم قادمة. | [ 32 ] |
| 20 أكتوبر 2020 | GK     |        | حبيب الوطيان  | نادي الفتح           |       | صفقة انتقال لخمسة مواسم.       |        |
| 24 أكتوبر 2020 | RW     | 10     | لوسيانو فييتو | نادي لشبونة          |       | صفقة انتقال لثلاتة أعوام.      | [ 33 ] |

#### انتقال من الهلال
| تاريخ الأنتقال | المركز | الرقم. | اللاعب            | انتقال إلى نادي  | تكلفة                | ملاحظات                   | المصدر |
| -------------- | ------ | ------ | ----------------- | ---------------- | -------------------- | ------------------------- | ------ |
| 9 سبتمبر 2020  | MF     | 3      | كارلوس إدواردو    | نادي شباب الأهلي | انتقال حر            |                           | [ 34 ] |
| 08 أكتوبر 2020 | RB     | 32     | محمد سالم الدوسري | نادي الرائد      | 5000000000000000000♠ | صفقة انتقال لمدة 3 سنوات. | [ 35 ] |
| 10 أكتوبر 2020 | DF     | 34     | وليد الأحمد       | نادي الفيصلي     |                      | صفقة انتقال لمدة 3 سنوات. | [ 36 ] |
| 13 أكتوبر 2020 | CM     | 41     | ذعار العتيبي      | نادي أبها        |                      | صفقة اعارة لموسم واحد.    |        |
| 16 أكتوبر 2020 | DF     | 17     | عبد الله الحافظ   | نادي الوحدة      |                      | صفقة انتقال لمدة 3 سنوات. |        |
| 19 أكتوبر 2020 | GK     |        | محمد الواكد       | نادي القادسية    |                      | صفقة إعارة لموسم واحد.    |        |
| 25 أكتوبر 2020 | LM     | 15     | أحمد أشرف         | نادي الفيصلي     |                      | صفقة انتقال لمدة 3 سنوات. | [ 37 ] |
| 25 أكتوبر 2020 | LM     | 24     | نواف العابد       | نادي الشباب      |                      | صفقة انتقال لمدة 3 سنوات. | [ 38 ] |
| 25 أكتوبر 2020 | DF     |        | محمد الكنيدري     | نادي العدالة     |                      | صفقة إعارة لموسم واحد.    | [ 39 ] |

### اللاعبين الأجانب في الفترة الصيفية
- اعتمد مجلس إدارة الاتحاد السعودي لكرة القدم عدد اللاعبين المحترفين الأجانب والمواليد للموسم القادم (2019-2020) وذلك بعد الاطلاع على التوصية المقدمة من لجنة الاحتراف وأوضاع اللاعبين حيث تم اعتماد 7 لاعبين أجانب للدوري السعودي للمحترفين (الدرجة الممتازة) ولاعب واحد من اللاعبين المواليد.

| المحترف الأول | المحترف الثاني | المحترف الثالث  | المحترف الرابع | المحترف الخامس | المحترف السادس | المحترف السابع | لاعب مواليد |
| ------------- | -------------- | --------------- | -------------- | -------------- | -------------- | -------------- | ----------- |
| عمر خربين     | أندريه كاريو   | بافيتيمبي غوميز | جيوفينكو       | جانغ هيون سو   | غوستافو كويلار | لوسيانو فييتو  | لا يوجد     |

### فترة الإنتقالات الشتوية
- تنطلق فترة الشتوية لتسجيل اللاعبين المحترفين اعتبارًا من يوم الأربعاء 11 يناير 2021 وتستمر حتى يوم 07 فبراير 2021 .[40]

#### انتقال إلى الهلال
| تاريخ الإنتقال | المركز | الرقم. | اللاعب           | انتقال من نادي | تكلفة      | ملاحظات                                      | المصدر |
| -------------- | ------ | ------ | ---------------- | -------------- | ---------- | -------------------------------------------- | ------ |
| 09 ديسمبر 2020 | RB     | 88     | حمد اليامي       | نادي القادسية  | انتقال حر. | انتقال حر لأربع سنوات تبدأ من الموسم المقبل. | [ 41 ] |
| 26 يناير 2021  | FW     | 14     | عبد الله الحمدان | نادي الشباب    |            | عقد انتقال لخمسة أعوام.                      | [ 42 ] |

#### انتقال من الهلال
| تاريخ الإنتقال | المركز | الرقم. | اللاعب       | انتقال إلى نادي | تكلفة | ملاحظات                    | المصدر |
| -------------- | ------ | ------ | ------------ | --------------- | ----- | -------------------------- | ------ |
| 14 يناير 2021  | FW     | 77     | عمر خربين    |                 | .     | مخالصة مالية               |        |
| 29 يناير 2021  | DM     | 35     | منصور البيشي | نادي الرائد     |       | عقد إعارة                  | [ 43 ] |
| 12 يناير 2020  | DM     | 35     | رياض الغامدي | نادي نجران      |       | عقد إعارة حتى نهاية الموسم | [ 44 ] |

### اللاعبين الأجانب في الفترة الشتوية
| المحترف الأول | المحترف الثاني  | المحترف الثالث | المحترف الرابع | المحترف الخامس | المحترف السادس | المحترف السابع | لاعب مواليد |
| ------------- | --------------- | -------------- | -------------- | -------------- | -------------- | -------------- | ----------- |
| أندريه كاريو  | بافيتيمبي غوميز | جيوفينكو       | جانغ هيون سو   | غوستافو كويلار | لوسيانو فييتو  | لا يوجد        | لا يوجد     |

## تشكيلة الفريق
اعتمد مجلس إدارة الاتحاد السعودي لكرة القدم عددًا من القرارات التي تخص عدد اللاعبين المحترفين والمواليد في المسابقات الكروية للموسم الرياضي (2020 ـ 2021) وذلك بناءً على ما رفعته لجنة دراسة أهلية وأوضاع اللاعبين، ـ تكون مسؤولية تحديد أهلية مشاركة اللاعبين في دوري أندية الدرجة الممتازة ودوري أندية الدرجة الأولى على رابطة دوري المحترفين السعودي، تحديد عدد الأجانب والمواليد المحترفين في أندية الدرجة الممتازة عدد اللاعبين الأجانب (7 لاعبين)، عدد اللاعبين المواليد (لاعب واحد)، ولا يزيد عمر اللاعب المواليد عن: 28 سنة (مواليد 1993).
| الرقم          | الاسم              | الجنسية        | المركز               | تاريخ الميلاد (العمر)         | الملاحظات   |
| حراس المرمى    | حراس المرمى        | حراس المرمى    | حراس المرمى          | حراس المرمى                   | حراس المرمى |
| -------------- | ------------------ | -------------- | -------------------- | ----------------------------- | ----------- |
| 1              | عبد الله المعيوف   | السعودية       | الحارس الأساسي       | 23 يناير 1987 (العمر 33 سنة)  |             |
| 31             | حبيب الوطيان       | السعودية       | حارس المرمى الثاني   | 08 أغسطس 1996 (العمر 24 سنة)  |             |
| 33             | عبد الله الجدعاني  | السعودية       | حارس المرمى الثالث   | 06 مارس 1991 (العمر 29 سنة)   |             |
| 40             | نواف الغامدي       | السعودية       | حارس المرمى الثالث   | 21 يناير 1999 (العمر 21 سنة)  |             |
| المدافعون      |                    |                |                      |                               |             |
| 20             | جانغ هيون سو       | كوريا الجنوبية | قلب دفاع             | 28 سبتمبر 1991 (العمر 28 سنة) |             |
| 5              | علي البليهي        | السعودية       | قلب دفاع             | 21 نوفمبر 1989 (العمر 30 سنة) |             |
| 70             | محمد جحفلي         | السعودية       | قلب دفاع             | 24 أكتوبر 1990 (العمر 29 سنة) |             |
| 17             | عبد الله الحافظ    | السعودية       | قلب دفاع             | 25 ديسمبر 1992 (العمر 27 سنة) |             |
| 2              | محمد البريك        | السعودية       | ظهير أيمن            | 15 سبتمبر 1992 (العمر 27 سنة) |             |
| 22             | أمير كردي          | السعودية       | ظهير أيمن            | 11 سبتمبر 1991 (العمر 28 سنة) |             |
| 12             | ياسر الشهراني      | السعودية       | ظهير أيمن / أيسر     | 25 مايو 1992 (العمر 28 سنة)   |             |
| 23             | مد الله العليان    | السعودية       | ظهير أيسر            | 25 أغسطس 1994 (العمر 25 سنة)  |             |
| لاعبي خط الوسط |                    |                |                      |                               |             |
| 8              | عبدالله عطيف       | السعودية       | محور / وسط           | 03 أغسطس 1992 (العمر 28 سنة)  |             |
| 28             | محمد كنو           | السعودية       | محور دفاعي           | 22 سبتمبر 1994 (العمر 25 سنة) |             |
| 6              | غوستافو كويلار     | كولومبيا       | محور / وسط           | 14 أكتوبر 1992 (العمر 27 سنة) |             |
| 7              | سلمان الفرج        | السعودية       | وسط                  | 01 أغسطس 1989 (العمر 31 سنة)  |             |
| 16             | ناصر الدوسري       | السعودية       | وسط                  | 19 ديسمبر 1998 (العمر 21 سنة) |             |
| 27             | هتان باهبري        | السعودية       | وسط أيمن / جناح أيمن | 16 يوليو 1992 (العمر 28 سنة)  |             |
| 29             | سالم الدوسري       | السعودية       | وسط أيمن / جناح أيمن | 19 أغسطس 1991 (العمر 29 سنة)  |             |
| 26             | فواز الطريس        | السعودية       | جناح أيمن / أيسر     | 24 أبريل 1997 (العمر 24 سنة)  |             |
| 19             | أندريه كاريو       | بيرو           | جناح أيمن / أيسر     | 14 يونيو 1991 (العمر 29 سنة)  |             |
| 10             | لوسيانو فييتو      | الأرجنتين      | جناح أيمن / أيسر     | 05 ديسمبر 1993 (العمر 26 سنة) |             |
| المهاجمين      |                    |                |                      |                               |             |
| 77             | عمر خربين          | سوريا          | مهاجم                | 15 يناير 1994 (العمر 26 سنة)  |             |
| 18             | بافيتيمبي غوميز    | فرنسا          | مهاجم                | 06 أغسطس 1985 (العمر 35 سنة)  |             |
| 9              | سيباستيان جيوفينكو | إيطاليا        | مهاجم                | 26 يناير 1987 (العمر 33 سنة)  |             |
| 11             | صالح الشهري        | السعودية       | مهاجم                | 01 نوفمبر 1993 (العمر 26 سنة) |             |
| 14             | عبد الله الحمدان   | السعودية       | مهاجم                | 12 سبتمبر 1999 (العمر 20 سنة) |             |

## المباريات الودية
| مباراة ودية 17 نوفمبر 2020 | الهلال                      | 4 - 3     | ضمك                        | الرياض                             |
| 16:15 (ت ع م+03:00)        | جيوفينكو 15'، 30'، 48'، 61' | [ Report] | 39' حمزي · 56'، 45' زيلايا | الملعب: ملعب نادي الهلال الحضور: 0 |

## مسابقات

### ملخص
| مسابقة                         | سجل | سجل | سجل | سجل | سجل | سجل | سجل | سجل     |
| مسابقة                         | ع.م | ف   | ت   | خ   | أ.ل | أ.ع | ف.أ | % الفوز |
| ------------------------------ | --- | --- | --- | --- | --- | --- | --- | ------- |
| دوري المحترفين السعودي 2020–21 | 30  | 18  | 7   | 5   | 60  | 27  | +33 | 060٫00  |
| كأس خادم الحرمين الشريفين 2020 | 2   | 2   | 0   | 0   | 4   | 1   | +3  | 100٫00  |
| كأس خادم الحرمين الشريفين 2021 | 1   | 0   | 0   | 1   | 0   | 2   | −2  | 000٫00  |
| كأس السوبر السعودي 2020        | 1   | 0   | 0   | 1   | 0   | 3   | −3  | 000٫00  |
| دوري أبطال آسيا 2021           | 6   | 3   | 1   | 2   | 11  | 9   | +2  | 050٫00  |
| المجموع                        | 40  | 23  | 8   | 9   | 75  | 42  | +33 | 057٫50  |

### مسابقات الموسم
| منافسة                         | بداية الجولة    | نهائي المركز / الجولة | المباراة الأولى | المباراة الأخيرة |
| ------------------------------ | --------------- | --------------------- | --------------- | ---------------- |
| دوري المحترفين السعودي         | الجولة الأولى   | بطل الدوري            | 17 أكتوبر 2020  | 30 مايو 2021     |
| كأس خادم الحرمين الشريفين 2020 | دور نصف النهائي | بطل الكأس             | 27 أكتوبر 2020  | 28 نوفمبر 2020   |
| كأس خادم الحرمين الشريفين 2021 | دور الستة عشر   | خروج من دور 16        | 17 ديسمبر 2020  | 17 ديسمبر 2020   |
| كأس السوبر السعودي             | نهائي           | الوصيف                | 30 يناير 2021   | 30 يناير 2021    |
| دوري أبطال آسيا 2021           | مرحلة المجموعات | تأهل لدور 16          | 15 أبريل 2021   | 30 أبريل 2021    |

### دوري المحترفين
| م | الفريق  | لعب | ف  | ت  | خ  | أ.له | أ.ع | أ.ف | نقاط | التأهل أو الهبوط                    |
| - | ------- | --- | -- | -- | -- | ---- | --- | --- | ---- | ----------------------------------- |
| 1 | الهلال  | 30  | 18 | 7  | 5  | 60   | 27  | +33 | 61   | التأهل دوري أبطال آسيا 2022         |
| 2 | الشباب  | 30  | 17 | 6  | 7  | 68   | 43  | +25 | 57   | التأهل دوري أبطال آسيا 2022         |
| 3 | الاتحاد | 30  | 15 | 11 | 4  | 45   | 29  | +16 | 56   | التأهل لتصفيات دوري أبطال آسيا 2022 |
| 4 | التعاون | 30  | 13 | 8  | 9  | 42   | 30  | +12 | 47   |                                     |
| 5 | الاتفاق | 30  | 14 | 5  | 11 | 50   | 48  | +2  | 47   |                                     |

1. مجموع النقاط ; 2. أعلى فارق أهداف في كامل البطولة (ما له من أهداف ناقص ما عليه).
3. الفريق الأكثر تسجيلاً للأهداف في كامل البطولة. 4. الفريق الأعلى تصنيفاً في بطولة الموسم الماضي.

في حال تعادل فريقين أو أكثر بالنقاط في جميع البطولات المحلية يتم تحديد المركز النهائية في نهاية البطولة وفقاً للترتيب التنازلي:

1.أعلى عدد من النقاط في مبارة أو مباريات الفريقين أو الفرق المتعادلة فيما بينها;
 2. أعلى فارق أهداف (ما له من أهداف ناقص ما عليه) في مبارة أو مباريات الفريقين أو الفرق
المتعادلة فيما بينها (دون احتساب أفضلية التسجيل خارج الأرض);

3. الفريق الأكثر تسجيلاً للأهداف في مباراة أو مباريات الفريقين أو الفرق المتعادلة فيما بينها (دون احتساب أفضلية التسجيل خارج الأرض);
 4.في حال استمرر التعادل بين فريقين أو أكثر من الفرق المتعادلة بعد تطبيق الفقرات من 1 إلى 3 يتم إعادة تطبيدق الفقرات من 1 إلى 3من هذه المادة مرة أخرى فقط على مباريات الفريقين أو الفرق المتساوية.

#### ملخص نتائج الموسم
| شامل | شامل | شامل | شامل | شامل | شامل | شامل | شامل | على أرضه | على أرضه | على أرضه | على أرضه | على أرضه | على أرضه | خارج أرضه | خارج أرضه | خارج أرضه | خارج أرضه | خارج أرضه | خارج أرضه |
| لعب  | ف    | ت    | خ    | أ.ل  | أ.ع  | ف.أ  | ن    | ف        | ت        | خ        | أ.ل      | أ.ع      | ف.أ      | ف         | ت         | خ         | أ.ل       | أ.ع       | ف.أ       |
| ---- | ---- | ---- | ---- | ---- | ---- | ---- | ---- | -------- | -------- | -------- | -------- | -------- | -------- | --------- | --------- | --------- | --------- | --------- | --------- |
| 30   | 18   | 7    | 5    | 60   | 27   | +33  | 61   | 10       | 3        | 2        | 30       | 13       | +17      | 8         | 4         | 3         | 30        | 14        | +16       |

آخر تحديث: 30 مايو 2021.

مصدر: يحدد لاحقا

#### النتائج حسب الجولة
| الجولة  | 1 | 2 | 3 | 4 | 5 | 6 | 7 | 8 | 9 | 10 | 11 | 12 | 13 | 14 | 15 | 16 | 17 | 18 | 19 | 20 | 21 | 22 | 23 | 24 | 25 | 26 | 27 | 28 | 29 | 30 |
| ------- | - | - | - | - | - | - | - | - | - | -- | -- | -- | -- | -- | -- | -- | -- | -- | -- | -- | -- | -- | -- | -- | -- | -- | -- | -- | -- | -- |
| الملعب  | H | A | H | A | H | H | A | H | A | H  | H  | A  | A  | H  | A  | A  | H  | A  | H  | A  | A  | H  | A  | H  | A  | A  | H  | H  |    | H  |
| النتيجة | W | D | W | W | W | W | W | L | W | D  | D  | D  | D  | W  | D  | W  | L  | L  | W  | L  | W  | W  | W  | W  | L  | W  | D  | W  | W  | W  |
| المركز  | 5 | 7 | 2 | 1 | 1 | 1 | 1 | 1 | 1 | 1  | 1  | 1  | 1  | 1  | 1  | 2  | 2  | 3  | 2  | 2  | 2  | 2  | 1  | 1  | 1  | 1  | 1  | 1  | 1  | 1  |

آخر تحديث: 30 مايو 2021.
المصدر: يحدد لاحقا.
الملعب: A = خارج الأرض ; H = على أرضه. النتيجة: D = تعادل; L = خسر ; W = فوز.

#### نتائج الموسم
| مسيرة الهلال خلال الموسم: نقاط كاملة نقطة واحدة لا نقاط | مشوار نادي الهلال خلال موسم 2020-2021 | مشوار نادي الهلال خلال موسم 2020-2021 | مشوار نادي الهلال خلال موسم 2020-2021 | مشوار نادي الهلال خلال موسم 2020-2021 | مشوار نادي الهلال خلال موسم 2020-2021 | مشوار نادي الهلال خلال موسم 2020-2021 | مشوار نادي الهلال خلال موسم 2020-2021 | مشوار نادي الهلال خلال موسم 2020-2021 | مشوار نادي الهلال خلال موسم 2020-2021 | مشوار نادي الهلال خلال موسم 2020-2021 | مشوار نادي الهلال خلال موسم 2020-2021 | مشوار نادي الهلال خلال موسم 2020-2021 | مشوار نادي الهلال خلال موسم 2020-2021 | مشوار نادي الهلال خلال موسم 2020-2021 | مشوار نادي الهلال خلال موسم 2020-2021 | مشوار نادي الهلال خلال موسم 2020-2021 | مشوار نادي الهلال خلال موسم 2020-2021 | مشوار نادي الهلال خلال موسم 2020-2021 | مشوار نادي الهلال خلال موسم 2020-2021 | مشوار نادي الهلال خلال موسم 2020-2021 | مشوار نادي الهلال خلال موسم 2020-2021 | مشوار نادي الهلال خلال موسم 2020-2021 | مشوار نادي الهلال خلال موسم 2020-2021 | مشوار نادي الهلال خلال موسم 2020-2021 | مشوار نادي الهلال خلال موسم 2020-2021 | مشوار نادي الهلال خلال موسم 2020-2021 | مشوار نادي الهلال خلال موسم 2020-2021 | مشوار نادي الهلال خلال موسم 2020-2021 | مشوار نادي الهلال خلال موسم 2020-2021 | مشوار نادي الهلال خلال موسم 2020-2021 | مشوار نادي الهلال خلال موسم 2020-2021 | مشوار نادي الهلال خلال موسم 2020-2021 | مشوار نادي الهلال خلال موسم 2020-2021 | مشوار نادي الهلال خلال موسم 2020-2021 | مشوار نادي الهلال خلال موسم 2020-2021 | مشوار نادي الهلال خلال موسم 2020-2021 | مشوار نادي الهلال خلال موسم 2020-2021 | مشوار نادي الهلال خلال موسم 2020-2021 | مشوار نادي الهلال خلال موسم 2020-2021 | مشوار نادي الهلال خلال موسم 2020-2021 | مشوار نادي الهلال خلال موسم 2020-2021 | مشوار نادي الهلال خلال موسم 2020-2021 | مشوار نادي الهلال خلال موسم 2020-2021 |
| مسيرة الهلال خلال الموسم: نقاط كاملة نقطة واحدة لا نقاط | العين 1                               | أبها 2                                | ضمك 3                                 | الاتفاق 4                             | النصر 5                               | الفتح 6                               | الرائد 7                              | الوحدة 8                              | القادسية 9                            | الاتحاد 10                            | الشباب 11                             | الباطن 12                             | الأهلي 13                             | التعاون 14                            | الفيصلي 15                            | العين 16                              | أبها 17                               | ضمك 18                                | الاتفاق 19                            | النصر 20                              | الفتح 21                              | الرائد 22                             | الوحدة 23                             | القادسية 24                           | الاتحاد 25                            | الشباب 26                             | الباطن 27                             | الأهلي 28                             | التعاون 29                            | الفيصلي 30                            | مجموع النقاط                          | النسبة المئوية                        |                                       |                                       |                                       |                                       |                                       |                                       |                                       |                                       |                                       |                                       |                                       |
| مسيرة الهلال خلال الموسم: نقاط كاملة نقطة واحدة لا نقاط | H                                     | A                                     | H                                     | A                                     | H                                     | H                                     | A                                     | H                                     | A                                     | H                                     | H                                     | A                                     | A                                     | H                                     | A                                     | A                                     | H                                     | A                                     | H                                     | A                                     | A                                     | H                                     | A                                     | H                                     | A                                     | A                                     | H                                     | H                                     | A                                     | H                                     | المكتسبة                              | الشاملة                               |                                       |                                       |                                       |                                       |                                       |                                       |                                       |                                       |                                       |                                       |                                       |
| نقاط الموسم حسب الجولات                                 | 3                                     | 1                                     | 3                                     | 3                                     | 3                                     | 3                                     | 3                                     | 0                                     | 3                                     | 1                                     | 1                                     | 1                                     | 1                                     | 3                                     | 1                                     | 3                                     | 0                                     | 0                                     | 3                                     | 0                                     | 3                                     | 3                                     | 3                                     | 3                                     | 0                                     | 3                                     | 1                                     | 3                                     | 3                                     | 3                                     | 90/61                                 | 60٫00%                                |                                       |                                       |                                       |                                       |                                       |                                       |                                       |                                       |                                       |                                       |                                       |
| المدير الفني للفريق الأول                               | رومانيا                               | رومانيا                               | رومانيا                               | رومانيا                               | رومانيا                               | رومانيا                               | رومانيا                               | رومانيا                               | رومانيا                               | رومانيا                               | رومانيا                               | رومانيا                               | رومانيا                               | رومانيا                               | رومانيا                               | رومانيا                               | رومانيا                               | رومانيا                               | البرازيل                              | البرازيل                              | البرازيل                              | البرازيل                              | البرازيل                              | البرازيل                              | البرازيل                              | السعودية                              | البرتغال                              | البرتغال                              | البرتغال                              | البرتغال                              | 90/61                                 | 60٫00%                                |                                       |                                       |                                       |                                       |                                       |                                       |                                       |                                       |                                       |                                       |                                       |

#### مباريات الدوري
- أصدرت لجنة المسابقات في رابطة الدوري السعودي للمحترفين جدول الدور الأول من الموسم الرياضي 2020-2021 من مسابقة دوري كأس الأمير محمد بن سلمان للمحترفين،[47] ووفقاً للجدول الذي اعتمدته لجنة المسابقات، فإن الجولة الأولى ستنطلق في السبت الموافق 17 من أكتوبر 2020 بمشاركة 16 فريقاً.[48]

  فوز
  تعادل
  خسارة
  مؤجلة
| 01 17 أكتوبر 2020   | الهلال       | 1 - 0  | العين               | الرياض                                                         |
| 21:15 (ت ع م+03:00) | آل بليهي 50' | Report | 28' القرني 78' بيتر | الملعب: استاد الأمير فيصل بن فهد الحضور: 0 الحكم: سلطان الحربي |

| 02 22 أكتوبر 2020   | أبها                           | 1 - 1  | الهلال                  | أبها                                                                             |
| 15:40 (ت ع م+03:00) | بقير 55' (ركلة.) · الجميعة 71' | Report | 36' كاريو · 74' الدوسري | الملعب: مدينة الأمير سلطان بن عبد العزيز الرياضية الحضور: 0 الحكم: ماجد الشمراني |

| 03 31 أكتوبر 2020   | الهلال                                                  | 2 - 0  | ضمك                                      | الرياض                                                        |
| 17:50 (ت ع م+03:00) | غوميز 17' 61' · جيوفينكو 37' · جحفلي 87' · باهبري 4+90' | Report | 14' فيتور 24' حرزان 67' ليما 80' الشنيحي | الملعب: استاد الأمير فيصل بن فهد الحضور: 0 الحكم: تركي الخضير |

| 04 06 نوفمبر 2020   | الاتفاق | 0 - 2  | الهلال                  | الخبر                                                                   |
| 17:30 (ت ع م+03:00) |         | Report | 25' الدوسري · 63' كاريو | الملعب: مدينة الأمير سعود بن جلوي الرياضية الحضور: 0 الحكم: خالد الطريس |

| 05 23 نوفمبر 2020 | الهلال                                                                                               | 2 - 0  | النصر                                         | الرياض                                                      |
| 20:15 (ت ع م+03:00) المدرب: كريستيانو باتشي (بسبب إصابة رازافان بفيروس كورونا) | كويلار 1+45' · غوميز 60' (ركلة.) · فيتو 63' · آل بليهي 71' · كنو 4+90' · البريك 6+90' · الشهري 8+90' | Report | 29' الغنام 58' مايكون 88' العبيد 90+3' العمري | الملعب: ملعب الملك فهد الدولي الحضور: 0 الحكم: أندريس كونيا |
| ملاحظة: قررت لجنة المسابقات التابعة لرابطة الدوري السعودي للمحترفين تعديل مواعيد مباريات الجولتين الخامسة من دوري كأس الأمير محمد بن سلمان للمحترفين، لمدة يومين 23 و 24 من نوفمبر بدلاً من موعدها المحدد مسبقا 21 نوفمبر، وبسبب اعطى وقت كافي للبرنامج الاعدادي للمنتخب بمواجهة منتخب جاميكا خلال أيام الفيفا في معسكره الإعدادي بمدينة الرياض، في إطار الاستعدادات للتصفيات الآسيوية المشتركة المؤهلة لكأس العالم 2022 وكأس آسيا 2023. | |        |                                               |                                                             |

| 06 03 ديسمبر 2020 | الهلال                                                            | 3 - 0  | الفتح                                             | الرياض                                                     |
| 17:40 (ت ع م+03:00) | عمر خربين 28' 31' · الدوسري 47' · محمد كنو 52' · لوسيانو فيتو 71' | Report | 28' ماجد كنبه 48' ساشا يوفانوفيتش 83' مروان سعدان | الملعب: ملعب الملك فهد الدولي الحضور: 0 الحكم: محمد النحيت |
| ملاحظة: قررت لجنة المسابقات التابعة لرابطة الدوري السعودي للمحترفين تعديل مواعيد مباريات الجولة السادسة من دوري كأس الأمير محمد بن سلمان للمحترفين، لتاريخ 27 نوفمبر 2020 ، في وقت لاحقاً أعلنت لجنة المسابقات تأجيل مواجهتي الهلال مع الفتح والنصر مع أبها ضمن الجولة السادسة إلى 3 ديسمبر، وذلك بسبب موعد إقامة نهائي كأس خادم الحرمين الشريفين، الذي يجمع الهلال والنصر. |                                                                   |        |                                                   |                                                            |

| 07 07 ديسمبر 2020   | الرائد                      | 0 - 1  | الهلال                 | بريدة                                                                   |
| 17:50 (ت ع م+03:00) | أحمد الزين 80' السهلي 90+5' | Report | 84' آل بليهي · 84' كنو | الملعب: ملعب مدينة الملك عبد الله الرياضية الحضور: 0 الحكم: فيصل البلوي |

| 08 13 ديسمبر 2020   | الهلال                   | 1 - 2  | الوحدة                                                                               | الرياض                                                       |
| 19:45 (ت ع م+03:00) | غوميز 70' · آل بليهي 85' | Report | 8' ديمتري بتراتوس · 21' حسين أحمد العيسى · 64' وليد باخشوين · 90' 74' أحمد عبده جابر | الملعب: ملعب الملك فهد الدولي الحضور: 0 الحكم: ماجد الشمراني |

| 09 21 ديسمبر 2020   | القادسية                                                                               | 1 - 3  | الهلال                                                                        | الخبر                                                                    |
| 17:30 (ت ع م+03:00) | أوروش فيتاس 25' · ميهاي بورديانو 50' · ستانلى اوهاويتشى 57' · إدسون فيليبي دا كروز 83' | Report | 14' (ركلة.) غوميز · 23' أندريه كاريو · 48' سالم الدوسري · 75' مد الله العليان | الملعب: مدينة الأمير سعود بن جلوي الرياضية الحضور: 0 الحكم: شكري الحنفوش |

| 10 26 ديسمبر 2020   | الهلال                        | 1 - 1  | الاتحاد                                                                          | الرياض                                                     |
| 19:50 (ت ع م+03:00) | جانغ هيون سو 83' · الشهري 85' | Report | 20' العبود · 80' عبد الإله المالكي · 82' عبد العزيز البيشي · 90+2' مارسيلو غروهي | الملعب: ملعب الملك فهد الدولي الحضور: 0 الحكم: محمد الهويش |

| 11 31 ديسمبر 2020   | الهلال                                                      | 1 - 1  | الشباب                                                                                               | الرياض                                              |
| 19:50 (ت ع م+03:00) | سلمان الفرج 30' · غوستافو كويلار 32' · صالح خالد الشهري 87' | Report | 14' فابيو مارتينز · 51' 21' تركي العمار · 35' عبد الله الحمدان · 68' عبد الله الزوري · 80' محمد سالم | الملعب: استاد الأمير فيصل بن فهد الحكم: خالد الطريس |

| 12 08 يناير 2021    | الباطن                                     | 2 - 2  | الهلال                                                                  | حفر الباطن                                               |
| 15:20 (ت ع م+03:00) | ريناتو شافيز 26' 61' · يوسف الجبلي 35' 83' | Report | متعب المفرج 18' · 39' 24' كنو · 43' بافيتيمبي غوميز · 90+7' هتان باهبري | الملعب: ملعب نادي الباطن الحضور: 0 الحكم: أحمد الرميخاني |

| 13 15 يناير 2021    | الأهلي                             | 0 - 0  | الهلال                      | جدة                                                               |
| 20:10 (ت ع م+03:00) | ليوبومير فيسا 5' علي الأسمري 45+2' | Report | 40' كاريو 68' لوسيانو فييتو | الملعب: ملعب الملك عبد الله الدولي الحضور: 0 الحكم: ماجد الشمراني |

| 14 20 يناير 2021    | الهلال                                                                                          | 2 - 0  | التعاون                          | الرياض                                                        |
| 18:10 (ت ع م+03:00) | غوميز 3' · ياسر الشهراني 21' · لوسيانو فييتو 35' 50' · سيباستيان جيوفينكو 64' · محمد البريك 65' | Report | 7' سيدريك أميسي 39' إياغو سانتوس | الملعب: استاد الأمير فيصل بن فهد الحضور: 0 الحكم: فيصل البلوي |

| 15 25 يناير 2021    | الفيصلي                                                                | 1 - 1  | الهلال                                                           | المجمعة                                                                         |
| 18:15 (ت ع م+03:00) | جويلهيرمي أوغوستو 45+2' · جوليو تافاريس 83' (ركلة.) · مصطفى ملائكة 88' | Report | 20' بافيتيمبي غوميز · 39' سيباستيان جيوفينكو · 82' ياسر الشهراني | الملعب: مدينة الملك سلمان بن عبد العزيز الرياضية الحضور: 0 الحكم: رائد الزهراني |

| 16 09 فبراير 2021 | العين                      | 0 - 5  | الهلال                                                                                  | الباحة                                                                          |
| (ت ع م+03:00) | خوانبي 19' سعيد القرني 25' | Report | 78' 57'، 45+5' (ركلة.) 42' 9' (ركلة.) غوميز · 90+4' 71' سالم الدوسري · 75' أندريه كاريو | الملعب: مدينة الملك سعود بن عبد العزيز الرياضية الحضور: 0 الحكم: عبدالله الحربي |
| ملاحظة: تقرر تأجيل مباراة الهلال أمام العين على ملعب مدينة الملك سعود الرياضية، المقرة سابقاً بتاريخ 30 يناير 2021 بسبب ارتباط الهلال والنصر بخوض مباراة نهائي كأس بيرين للسوبر السعودي. |                            |        |                                                                                         |                                                                                 |

| 17 04 فبراير 2021   | الهلال                                         | 2 - 3  | أبها                                                                | الرياض                                                           |
| 18:15 (ت ع م+03:00) | محمد جحفلي 10' · الشهري 13' · أندريه كاريو 67' | Report | 11' رياض شراحيلي · 75' مهدي تاهرات · 86' ساري عمرو · 90+7' سعد بقير | الملعب: استاد الأمير فيصل بن فهد الحضور: 0 الحكم: اليقيز تنتاشيف |

| 18 14 فبراير 2021   | ضمك                                                                            | 1 - 0  | الهلال           | أبها                                                                           |
| 16:05 (ت ع م+03:00) | إيميليو زيلايا 12' · فاروق شافعي 45' · عبد العزيز مجرشي 90' · مصطفى زغبة 90+8' | Report | 90' ناصر الدوسري | الملعب: مدينة الأمير سلطان بن عبد العزيز الرياضية الحضور: 0 الحكم: خالد الطريس |

| 19 18 فبراير 2021                                                                                 | الهلال                                                        | 3 - 1  | الاتفاق         | الرياض                                                        |
| 20:20 (ت ع م+03:00)                                                                               | بافيتيمبي غوميز 58' 80' · ناصر الدوسري 71' · أندريه كاريو 73' | Report | 90+7' فيليب كيش | الملعب: استاد الأمير فيصل بن فهد الحضور: 0 الحكم: ماجيتي نداي |
| ملاحظة: أول مباراة يقودها المدرب البرازيلي روجيرو ميكالي بعد توليه قيادة الفريق الأول لكرة القدم. |                                                               |        |                 |                                                               |

| 20 23 فبراير 2021   | النصر                                                                                       | 1 - 0  | الهلال                                                                                                | الرياض                                                            |
| 20:35 (ت ع م+03:00) | بيتي مارتينيز 21' 62' · نور الدين أمرابط 40' · بيتروس 66' · براد جونز 85' · أيمن يحيى 90+1' | Report | 32' ناصر الدوسري 40' غوستافو كويلار 65' بافيتيمبي غوميز 73' ياسر الشهراني 77' الدوسري 88' علي البليهي | الملعب: استاد جامعة الملك سعود الحضور: 0 الحكم: إستيبان أوستوجيتش |

| 21 28 فبراير 2021   | الفتح                                                                                          | 2 - 5  | الهلال                                                                                                | الأحساء                                                         |
| 18:20 (ت ع م+03:00) | العربي هلال سوداني 45+2' · عمار الدحيم 66' 90+3' · كريستيان كويفا 81' (ركلة.) · نواف بوشال 82' | Report | 23' أندريه كاريو · 26' بافيتيمبي غوميز · 40' لوسيانو فيتو · 45+4' ناصر الدوسري · 84' 72' سالم الدوسري | الملعب: ملعب الأمير عبد الله بن جلوي الحضور: 0 الحكم: خالد صلوي |

| 22 05 مارس 2021     | الهلال                                                                                      | 2 - 1  | الرائد                                       | الرياض                                                           |
| 20:35 (ت ع م+03:00) | علي البليهي 13' 65' · ياسر الشهراني 56' · جانغ هيون سو 67' · عز الدين دوخة 3+90' (هدف ذاتي) | Report | 42' محمد الدوسري · 69' (ركلة.) كريم البركاوي | الملعب: ملعب الأمير فيصل بن فهد الحضور: 0 الحكم: أوفيديو هاتيجان |

| 23 11 مارس 2021     | الوحدة                           | 2 - 4  | الهلال                                                     | مكة المكرمة                                                |
| 19:05 (ت ع م+03:00) | يوسف نياكاتي 15' 40' (ركلة.) 85' | Report | 77' 55' 35' (ركلة.) بافيتيمبي غوميز · 74' 36' لوسيانو فيتو | الملعب: ملعب الملك عبد العزيز الحضور: 0 الحكم: تركي الخضير |

| 24 20 مارس 2021     | الهلال           | 1 - 0  | القادسية                          | الرياض                                                         |
| 20:45 (ت ع م+03:00) | أندريه كاريو 51' | Report | 75' خليفة الدوسري 87' حسين النطار | الملعب: استاد الأمير فيصل بن فهد الحضور: 0 الحكم: جاني سيكازوي |

| 25 09 أبريل 2021 | الاتحاد                                                        | 2 - 0  | الهلال        | مكة المكرمة                                              |
| 20:50 (ت ع م+03:00) | عبد المحسن فلاته 26' · سعود عبد الحميد 45' · مارسيلو غروهي 80' | Report | 77' أمير كردي | الملعب: ملعب الملك عبد العزيز الحضور: 0 الحكم: رضوان جيد |
| ملاحظة: قررت لجنة المسابقات في رابطة الدوري السعودي للمحترفين تأجيل مباراة الاتحاد والهلال المقرة سابقاً في 04 أبريل 2021 ، ضمن الجولة (25) من مسابقة دوري كأس الأمير محمد بن سلمان للمحترفين، إلى تاريخ 09 أبريل 2021 م |                                                                |        |               |                                                          |

| 26 07 مايو 2021 | الشباب | 1 - 5  | الهلال                                                                               | الرياض                                                  |
| 21:45 (ت ع م+03:00) المدرب: عبداللطيف الحسيني (بسبب حجر المدرب خوسيه مورايس الصحي) | فابيو مارتينز 5' · إيفر بانيغا 18' 1+45' · حسان تمبكتي 25' · محمد سالم 1+45' · كريستيان خوانكا 70' · ألفريد ندياي 74' | Report | 25' (ركلة.) 3' غوميز · 45+3' لوسيانو فيتو · 90' 66' ناصر · 84' محمد كنو · 90' الشهري | الملعب: ملعب نادي الشباب الحضور: 0 الحكم: ستيفان كوفاتش |
| ملاحظة: قررت لجنة المسابقات في رابطة الدوري السعودي للمحترفين تأجيل مباراة الهلال والشباب المقرة سابقاً في 17 أبريل 2021 ، ضمن الجولة (26) من مسابقة دوري كأس الأمير محمد بن سلمان للمحترفين، إلى تاريخ 07 مايو 2021 م | |        |                                                                                      |                                                         |

| 27 14 مايو 2021     | الهلال                                     | 1 - 1  | الباطن                          | الرياض                                                        |
| 21:00 (ت ع م+03:00) | غوميز 19' 6+90' (ركلة.) · ناصر الدوسري 61' | Report | 29' محمد رايحي · 81' عمر العودة | الملعب: استاد الأمير فيصل بن فهد الحضور: 0 الحكم: مصطفى غربال |

| 28 19 مايو 2021                                                         | الهلال                                                                                              | 5 - 1  | الأهلي                                                                 | الرياض                                                   |
| 21:00 (ت ع م+03:00)                                                     | الدوسري 15' · غوميز 32' 42' (ركلة.) · علي البليهي 44' · الشهري 65' (ركلة.) 2+90' · 81' أندريه كاريو | Report | 39' معتز هوساوي · 64' محمد العويس · 66' عبد الرحمن غريب · 83'حسن العلي | الملعب: استاد الأمير فيصل بن فهد الحكم: سيمون مارتشينياك |
| ملاحظة: شهدت هذه الجولة عودة جماهير الرياضية والهلالية لمؤازرة الفريق . | |        |                                                                        |                                                          |

| 29 23 مايو 2021 | التعاون                                                                                                   | 0 - 1  | الهلال                                                                                 | بريدة                                                                  |
| 21:00 (ت ع م+03:00) | ريان الموسى 20' سميحان النابت 32' إياغو سانتوس 53' محمد أبو سبعان 57' نواف الصبحي 70' إبراهيم الزبيدي 72' | Report | 66' 5' بافيتيمبي غوميز · 68' سلمان الفرج · 86' غوستافو كويلار · 90+2' عبد الله المعيوف | الملعب: مدينة الملك عبد الله الرياضية الحضور: 5,760 الحكم: فيصل البلوي |
| ملاحظة: أقرت لجنة المسابقات برابطة الدوري السعودي للمحترفين، تعديل مواعيد عدد من مباريات الأندية وشملت التعديلات مواعيد مواجهة (الفيصلي والشباب)، بمدينة المجمعة الرياضية ومواجهة (التعاون والهلال) المقرة سابقاً بتاريخ 25 مايو 2021 على ملعب الملك عبدالله بن عبدالعزيز في بريدة ضمن مباريات الجولة (29)، من مسابقة دوري كأس الامير محمد بن سلمان للمحترفين، لنظراً لرتباط نادي (التعاون والفيصلي) بموعد إقامة نهائي كأس خادم الحرمين الشريفين 2021، لتقام مواجهتي هذه الاندية في الجولة (29) يوم الأحد الموافق 23 من شهر مايو الحالي تمام الساعة 9:00 مساء. | |        |                                                                                        |                                                                        |

| 30 30 مايو 2021                                                                        | الهلال | 3 - 2  | الفيصلي                                                         | الرياض                                                         |
| 21:00 (ت ع م+03:00)                                                                    | سيباستيان جيوفينكو 15' 27' · بافيتيمبي غوميز 25' · جانغ هيون سو 33' · سالم 59' (ركلة.) · عبد الله الحمدان 69' | Report | 29' جويلهيرمي أوغوستو · 63' ألكسندر ميركل · 90+4' جوليو تافاريس | الملعب: استاد الملك فهد الدولي الحضور: 15,245 الحكم: خالد صلوي |
| ملاحظة: تم نقل المباراة التتويج من استاد الأمير فيصل بن فهد إلى استاد الملك فهد الدولي | |        |                                                                 |                                                                |

### مراسم تتويج الهلال بلقب الدوري السعودي
توَّج وزير الرياضة الأمير عبد العزيز بن تركي الفيصل مساء يوم الأحد الموافق 30 مايو 2021 فريق الهلال بكأس بطولة الدوري السعودي للمحترفين للموسم الرياضي 2020-21، حيث نجح في حسم لقب الدوري السعودي للمحترفين في الجولة 29 بوصولة لنقطة 58 وبفارق أربع نقاط عن الوصيف ليختتم مسابقة بوصوله إلى النقطة 61 في صدارة القائمة دوري الأمير محمد بن سلمان للمحترفين، ويتوج بالبطولة للمرة الثانية على التوالي، والمرة 17 في تاريخه ويعزز رقمه القياسي كأكثر الأندية تحقيقاً للقب الدوري السعودي حيث سلم الكأس لقائد الفريق الهلالي اللاعب سلمان الفرج، كما سلم لاعبي الفريق الميداليات الذهبية. بعد نهاية المباراة التي جمعته يفريق الفيصلي في ختام الجولة الأخيرة من منافسات الدوري.
وأنهى الهلال هذا الموسم من مسابقة الدوري السعودي للمحترفين، بفوز معنوي على الفيصلي بنتيجة 3-2، خلال المباراة التي جمعت الفريقين على ملعب «استاد الملك فهد الدولي»، ضمن منافسات الجولة الثلاثين والأخيرة من المسابقة.
ووافقت الرابطة على طلب الهلال مسبقاً بنقل المباراة من ملعب الأمير فيصل بن فهد إلى ملعب الملك فهد الدولي الذي يتسع 67 ألف مشجعاً، إلا أن نسبة الحضور الجماهيري ستبلغ 40% وفقًا لبروتوكول وزارة الرياضة.
عانى الهلال الأمرين في موسم طويل هذا العام، تعثرات المتكرر منتصف الموسم عجلت بإقالة المدرب الروماني رازفان لوشيسكو الذي قاد الفريق في 18 جولة من دوري كأس محمد بن سلمان للمحترفين، والذي حقق المستحيل مع الهلال في الموسم المفائت، فيما أدت تصفيات مجموعات دوري أبطال آسيا ببديله المؤقت البرازيلي ميكايلي، لتسوق هذه الأحداث اللقب على طبق من ذهب للمدرب ثالث البرتغالي جوزيه مواريس. وهو الرهان الذي لم يخيل بأمل إدارة الهلال ليقود الجهاز الفني للفريق رفقة عبد اللطيف الحسيني في منصب المدرب المساعد، في خمسة جوالات حتى الجولة الثلاثين والتي تعتبر فيها مباراة الهلال والفيصلي هي الأخيرة للبرتغالي مورايس مدرب الهلال، الذي تم التعاقد معه بصفة مؤقتة حتى نهاية الموسم، لم يغب عن احتفالية تتويج ببطولة دوري كأس محمد بن سلمان للمحترفين، إلا اللاعب الكولومبي غوستافو كويلار مدافع فريق الهلال الأول لكرة القدم، ومواجهة الفيصلي في ختام مباريات الدوري ويأتي غياب الكولومبي عن مباراة فريقه الأخيرة في الدوري 30 مايو 2021، نظير تراكم البطاقات الصفراء عقب تلقيه إنذار خلال مواجهة الفريق أمام التعاون في الجولة 29 والتي انتهت نتيجتها بفوز الهلال بهدف دون رد سجله الفرنسي بافتيمبي غوميز والذي كفل للفريق حسم الدوري قبل النهاية بمباراة، وطبقاً لحساب النادي فضّل الجهاز الفني بالتنسيق مع الجهاز الإداري منح كويلار إجازة؛ وذلك بعد تراكم البطاقات، حيث يغادر السعودية لقضاء إجازة قصيرة؛ قبيل التحاقه بمعسكر منتخب بلاده.

### كأس خادم الحرمين الشريفين 2019-20
تم مساء اليوم الثلاثاء الموافق 27 أكتوبر 2020 استكمال مباريات نصف نهائي كأس خادم الحرمين الشريفين لكرة القدم للموسم الرياضي الماضي 2019-2020 لتحديده هوية المتأهلين للنهائي البطولة والتي تم تأجيلها لهذا الوقت بسبب الظروف الاستثنائية التي مرت بالموسم الرياضي الفائت بسبب ظروف جائحة كورونا، التقى فيه الهلال للمرة الثانية وخلال أسبوع يلتقي مع أبها ولكن لن تقبل هذه المواجهة القسمة على اثنين بعدما تعادل الفريقان في الدوري بهدف لمثله ضمن الجولة الثانية بالدوري.

#### نصف النهائي
| دور 4 27 أكتوبر 2020 | الهلال                                        | 2 - 0     | أبها | الرياض                                            |
| 17:55 (ت ع م+03:00)  | الدوسري 28' 66' · كويلار 38' · جيوفينكو 1+45' | [ Report] |      | الملعب: ملعب الأمير فيصل بن فهد الحكم: إيبر أكينو |

#### النهائي
| نهائي 28 نوفمبر 2020 | الهلال                                                                                   | 2 - 1     | النصر                               | الرياض                                                 |
| 19:45 (ت ع م+03:00)  | جانغ هيون سو 10' · غوستافو كويلار 33' · بافيتيمبي غوميز 42' (ركلة.) · حبيب الوطيان 90+5' | [ Report] | 4' سلطان الغنام · 83' 71' أيمن يحيى | الملعب: استاد الملك فهد الدولي الحكم: سيمون مارتشينياك |